# Alloschemone occidentalis
Alloschemone occidentalis — квіткова рослина з роду Alloschemone родини ароїдних.

## Розповсюдження
Його рідний ареал — від півночі Бразилії до Болівії.